# Spinipocregyes rufosignatus
Spinipocregyes rufosignatus är en skalbaggsart som beskrevs av Stefan von Breuning 1968. Spinipocregyes rufosignatus ingår i släktet Spinipocregyes och familjen långhorningar.
Artens utbredningsområde är Laos. Inga underarter finns listade i Catalogue of Life.